# آندری روبلف (تنیس)
آندری روبلف (روسی: Андре́й Андре́евич Рублёв، آوانگاری Rublyov؛ زادهٔ ۲۰ اکتبر ۱۹۹۷) تنیس‌باز اهل روسیه است.
وی در مسابقات کشوری و بین‌المللی در مجموع برندهٔ ۱ مدال نقره، ۱ مدال برنز شده‌است.